# 开平街道
开平街道，是中华人民共和国河北省唐山市开平区下辖的一个乡镇级行政单位。

## 行政区划
开平街道下辖以下地区：
赵庄社区、车站社区、矾土矿社区、站东社区、化工社区、东窑社区、周家街社区、国耿社区、东城社区、西城社区、普光南里社区、东新苑社区、西新苑社区和东城绿庭社区。